# Tragelement
Tragelemente sind tragende und aussteifende Bauteile, die das Tragwerk eines Bauwerks bilden. Sie ruhen auf Auflagern. Konstruktionselemente werden durch ihre Geometrie und die Art der Belastung charakterisiert und eingeteilt.
Eine ausreichende Qualität von Tragelementen kann sichergestellt werden durch
- die Wahl geeigneter Baustoffe,
- durch zweckmäßigen Entwurf, Bemessung und geeignete bauliche Durchbildung sowie
- durch die Festlegung von Überwachungsverfahren für den Entwurf, die Herstellung, Ausführung und Nutzung entsprechend den Besonderheiten des Projektes zu erfüllen.[2]

Nach der räumlichen Ausdehnung können unterschieden werden:
- 1-D – Stabförmige Elemente wie Tragbalken, Stützen und Streben
- 2-D – Flächentragwerke (Platten, Schalen), Fachwerkträger
- 3-D – kompakte Körper, Raumtragwerke (Stabwerk, Raumfachwerk)

Aus der 3-D-Kontinuumsmechanik für allgemeine Körper kann mit Hilfe geeigneter kinetischer und kinematischer Annahmen, bezüglich ausgewählter Vorzugsrichtungen, 2-D- und 1-D-Probleme entwickelt werden. Bei Flächentragwerken gibt es genau eine Vorzugsrichtung, die Wanddicke in der Koordinate z. Die Dicke wird als klein gegenüber den Abmessungen in x- und y-Richtung (Länge und Breite) angenommen. Flächentragwerke besitzen also den Freiheitsgrad 2 für Translation. Sie sind grundsätzlich allgemeine Schalen, mit den Sonderformen Scheibe, Platte und rotationssymmetrische Schale. Bei Scheibe und Platte entkoppeln (nach geeigneter Wahl der Koordinaten) die Differentialgleichungen der elastischen Linie (vergleiche Zug-/Druck-Stab und Biegebalken). Beim gekrümmten Flächentragwerk gibt es analog zum gekrümmten Stab diese Entkopplung nicht. Die Verformungen werden im Allgemeinen als klein – bezogen auf die Wanddicke h – angenommen (Theorie 1. Ordnung), es sei denn, es ist ausdrücklich eine endliche Verformung zugelassen.